# Берви, Василий Фёдорович
 Василий (Вильгельм) Фёдорович Берви  (1793—1859) — ординарный профессор и декан медицинского факультета Казанского университета. Действительный статский советник.

## Биография
Вильгельм Берви родился в 1793 году в лютеранской семье английского консула в Данциге Фридриха Бервика. По одним сведениям, он оказался в России вместе с бежавшим в Санкт-Петербург отцом; по другим — был привезён в Санкт-Петербург каким-то немецким провизором.
В 1816 году окончил курс в петербургской медико-хирургической академии со степенью лекаря 1-го отделения и поступил судовым врачом на один из кораблей российско-американской компании. В 1816—1819 годах был в кругосветном путешествии: 7 сентября 1816 года он отплыл из Кронштадта на принадлежавшем компании корабле «Суворов», который через Атлантический океан, мимо мыса Горна, прибыл в Новоархангельский порт 22 июля 1817 года. В Ново-Архангельске Берви перешёл на корабль «Кутузов», объехал на нем русские колонии и в ноябре 1818 года через Китайское море и мимо мыса Доброй Надежды вернулся 7 сентября 1819 года в Кронштадт.
После возвращения в Россию был посвящён в масонство в петербургской ложе «Пламенеющей звезды» (одновременно с К. Ф. Рылеевым).
В 1820 году Берви снова отправился в плавание: на корабле «Кутузов» прежним путём он прибыл в Новоархангельский порт, где поступил на должность больничного врача и прослужил до мая 1823 года. В это время, в 1820 году, он стал членом-корреспондентом комитета по ученой части Императорского человеколюбивого общества и членом-корреспондентом медико-хирургической академии. В конце этого года через Охотский порт он вернулся в Россию и вышел в отставку. В течение своих путешествий Берви вёл дневник, часть которого впоследствии напечатал под названием «Отрывки из записок путешественника».
В течение 4-х лет он не имел должности и большую часть времени провел в Москве, где поступил в число членов Общества естествоиспытателей и физико-медицинского общества. Выдержав при московском отделении медико-хирургической академии экзамены на степень доктора медицины, он напечатал в 1826 году диссертацию, за которую 24 января 1827 года получил степень доктора и 20 июня был назначен инспектором медицинской управы.
От медико-хирургической академии 28 мая 1828 года получил звание акушера и до 10 июня 1829 года служил в должности акушера рязанской врачебной управы. Вернулся в Москву, а в 1831 году выступил кандидатом на вакантную (уже в течение 12 лет после смерти профессора И. О. Брауна в 1819 году) кафедру физиологии в Казанском университете. Берви представил восемь дипломов и свидетельств о своих учёных степенях и званиях, свидетельство о своих путешествиях и рукопись «Рассуждение о животной жизни, основанное на исследованиях сравнительной анатомии». Врачебное отделение не одобрило этого сочинения. Тогда Берви составил три рукописных конспекта — по анатомии, физиологии и судебной медицине и направил их в университет вместе с диссертацией и новым прошением с рекомендацией московского военного генерал-губернатора Д. В. Голицына, к которому обратился за покровительством. Через два месяца пришла ещё рекомендация министра народного просвещения, князя К. А. Ливена, основанная на весьма хороших отзывах многих известных лиц, в числе которых был лейб-медик Лодер. Тем не менее отзыв казанского профессора Лентовского о трудах Берви был абсолютно неблагоприятен: «конспект по физиологии был найден совершенно недостаточным, исполненным противоречий, содержащим начала, кои, как начала материализма, допущены быть не могут». К отзыву присоединилось большинство профессоров, но, ввиду солидных рекомендаций, совет университета препроводил все дело на усмотрение попечителя, который представил его министру. По рассмотрении дела в петербургской медико-хирургической академии, склонившейся на сторону Берви, он был всё-таки утверждён 9 мая 1832 года ординарным профессором кафедры анатомии, физиологии и судебной врачебной науки Казанского университета. После выхода в отставку профессора Фукса, он временно читал патологию.
Обладая хорошим общим образованием, Берви не имел специальной подготовки и поэтому очень скоро, при введении устава 1835 года, чтение анатомии и судебной медицины перешло к другим профессорам, а Берви с 1 августа 1837 года был утверждён профессором кафедры физиологии и общей патологии.
Отождествляя экспериментальное направление физиологии в Западной Европе с материализмом, он указывал: «Из нравственного мира материализм вторгается в святилище науки. Материалисты, вооруженные весами, схемами и ножом, воображают открыть нам тайны природы <…> Это для общего блага страшное направление умов вменяет в обязанность каждому содействовать, по силе возможности, отражению идеи материализма, превращающего всю жизнь в грубый сенсуализм. Вот что заставило меня присоединиться к подвижникам, признающим в жизни высшее назначение, нежели одну заботу о телесном бытии». В лекции «О возбуждаемости, как явлении органической жизни», прочитанной в присутствии министра народного просвещения, он указывал: «Возбуждаемость не есть что-либо реально существующее, извне организму доставленное, придаточное, от органической массы отличное; она есть только подлежательное представление, то есть идея, основанная на созерцании, каким образом внешняя природа приводит в действие органическое тело». Такое мировоззрение молодежь, учившаяся в казанском университете, не принимала и выразила протест в коллективном письме против его лекций (71 подпись), вследствии которого он 21 июля 1858 года подал в отставку и был заменён профессором Ф. В. Овсянниковым.
В. Ф. Берви трижды избирался деканом медицинского факультета (июль 1836 — июнь 1841 и декабрь 1853 — декабрь 1857), в 1857 году исполнял должность ректора. Дослужился до чина действительного статского советника; 10 мая 1840 года принял русское подданство. Был награждён орденом Св. Анны 3-й степени (03.02.1846), знаком отличия за XV лет (22.08.1842).
Выйдя в отставку, Берви поселился в своем небольшом имении в Бугурусланском уезде Самарской губернии, где и скончался 20 марта (1 апреля) 1859 года.
Берви был также почётным членом Общества испытателей природы в Дрездене (с 1824).

## Публикации
- Dissert. inaug. med.-physiolog., de notione efficiantiae vitalis. — Москва, 1826
- Отрывки из записок путешественника // «Учен. записки Казанск. унив.», 1835—1837; отдельно: Казань : Унив. тип., 1836. — 138 с.
- Основные начала антропологии // «Учен. записки Казанск. унив.», 1839
- Физиологически-психологический сравнительный взгляд на начало и конец жизни // «Учен. записки Казанск. унив.», 1858[3]; отдельно: Казань : Унив. тип., 1858. — 83 с.
- О возбуждаемости, как явлении органической жизни // ЖМНП. — LXXI, II, 29)

## Семья
Женился на дочери статского советника, Амалии Иоанновне Ланге. Их дети:
- Иоганн-Вольдемар (04.11.1826—?)
- Фридрих-Вильгельм (Василий) (28.04.1829—04.10.1918)
- Агата-Амалия (10.06.1832—?)
- Николай (20.05.1835—?)
- Федор-Алексиус (11.10.1838—?)
- Екатерина-Елизавета (04.07.1841—?).

Род был внесён в 3-ю часть дворянской родословной книги Казанской губернии по определениям Казанского дворянского депутатского собрания 31 января 1838 и 10 апреля 1841 года; был утверждён указом Герольдии от 18.02.1858.